# Argyrodes sundaicus
Argyrodes sundaicus är en spindelart som först beskrevs av Carl Ludwig Doleschall 1859.  Argyrodes sundaicus ingår i släktet Argyrodes och familjen klotspindlar. Inga underarter finns listade i Catalogue of Life.